# 王宜 (嘉靖進士)
王宜（1529年—？），字時行，福建興化府莆田縣人，民籍，明朝政治人物。

## 生平
嘉靖三十四年（1555年）乙卯科福建鄉試第五十五名舉人，四十一年（1562年）中式壬戌科會試第二百四十七名，二甲第十八名進士。官至禮部員外郎。

## 家族
曾祖王元二；祖父王巨甫；父王絹，知縣。母殳氏。重慶下。